# Sean Gullette

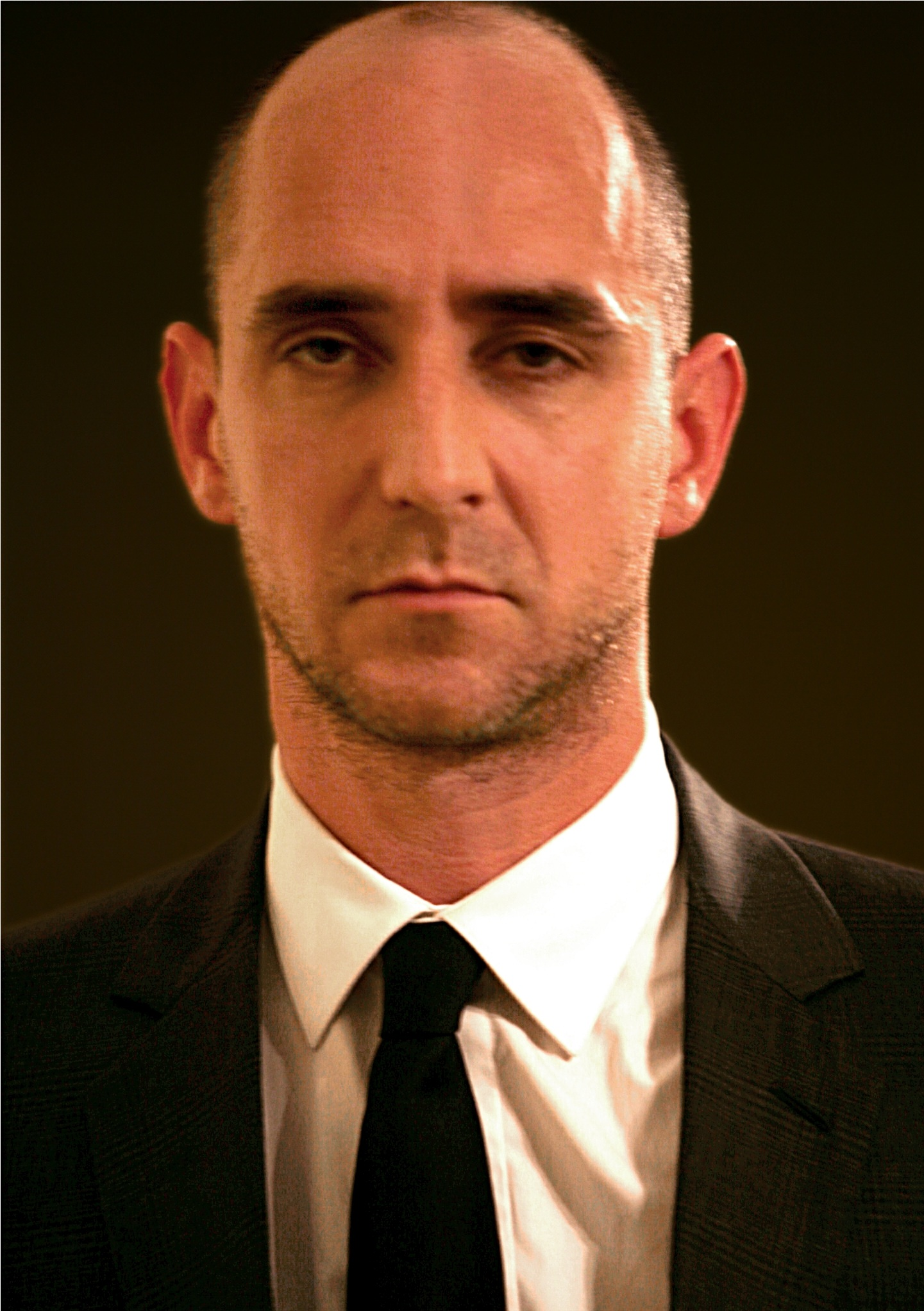
Sean Gullette

Sean Gullette (* 4. Juni 1968 in Boston, Massachusetts, USA) ist ein in Tanger ansässiger Drehbuch-Autor und Schauspieler, der ersten größeren, internationalen Beifall für seine Rolle in Darren Aronofskys Debüt-Film Pi erhielt.
Sean Gullettes früheste Filmrolle ist die eines Irren in Darren Aronofskys erstem kurzen Film Supermarket Sweep an der Harvard-Universität gewesen, der die Endrunde um den 'Studentenoscar' erreichte. Außerdem war er in Nicole Zarays Film Joe’s Day mit Deborah Harry zu sehen, in dem er die Phase einer Geschlechtsumwandlung darstellt.
In Pi verkörpert Gullette die Rolle des Maximillian Cohen, eines geplagten und zurückgezogenen mathematischen Genies, der nach bestimmten Mustern in der Mathematik sucht und deren Bedeutung für die Börse. Er ist nicht nur der Hauptdarsteller des Films, sondern war auch Co-Autor des ursprünglichen Drehbuchs für den Film und half beim Entwerfen der kommerziellen Website des Filmes. Gullette ist auch der Darsteller eines Psychiaters mit einer kleinen Rolle in Aronofskys Film Requiem for a Dream. Außerdem spielte er eine kleine Rolle in Aronofskys Film The Fountain aus dem Jahre 2006.
Gullette hatte Aronofsky an der Harvard-Universität kennengelernt. 1991 graduierte er an dieser Universität im Fach Literatur mit Magna Cum Laude. In London und in New York City erlernte er die Schauspielkunst.

## Filmografie als Schauspieler
- 1991: Supermarket Sweep
- 1998: Joe’s Day
- 1998: Pi
- 2000: Happy Accidents
- 2000: Requiem for a Dream
- 2000: Bed
- 2001: Artifacts
- 2002: Die achte Todsünde: Toskana-Karussell
- 2003: The Day I Became a Man
- 2004: The Undeserved
- 2004: The Golddigger’s Rush
- 2005: It’s Cheaper to Kippah
- 2005: Voodoo Doll
- 2005: Stolen Lives
- 2005: V.O.
- 2005: A Year and a Day
- 2006: Still Life
- 2005: The Situation
- 2006: The Discipline of D.E.
- 2009: Die zwei Leben des Daniel Shore
- 2009: Blue Ridge
- 2012: Rock the Casbah
- 2013: Thwara Zanj